# Abunã
Abunã é um distrito do município brasileiro de Porto Velho, capital do estado de Rondônia. Segundo o censo demográfico de 2022, realizado pelo Instituto Brasileiro de Geografia e Estatística (IBGE), sua população era de 2 385 habitantes e havia 789 domicílios particulares permanentes ocupados.
De acordo com o IBGE, em 2010 a população era de 1 648 habitantes e havia 702 domicílios particulares.
Foi criado pela lei nº 5.839 de 21 de setembro de 1943, então com a denominação de Presidente Marques. Passou a se chamar Abunã pela lei federal nº 7.470 de 17 de abril de 1945.